# گلبوتسوو
گلبوتسوو (به لاتین: Golubtsovo) یک منطقهٔ مسکونی در روسیه است که در سرزمین آلتای واقع شده‌است.